# 亚历山大·默克尔
亚历山大·默克尔（德語：Alexander Merkel，1992年2月22日—） 德国裔哈萨克斯坦足球运动员，司职中场，现效力荷甲球队荷華高斯。2015年3月，他宣布將為哈萨克斯坦國家隊效力。

## 荣誉

### 俱乐部
AC米兰
- 意甲冠军: 1次

2010–11赛季